# Boretsis elongata
Boretsis elongata är en insektsart som beskrevs av Medler 1996. Boretsis elongata ingår i släktet Boretsis och familjen Flatidae. Inga underarter finns listade i Catalogue of Life.